# Поздняков (хутор)
Поздняко́в — упразднённый хутор Вербиловского сельсовета Липецкого района Липецкой области. Исключен из учётных данных в 1987 году.

## География
Располагался на берегах реки Ериловки в 4 км к востоку от села Новое Дубовое.

## История
В 1884 году в указателе храмовых празднеств в Воронежской епархии Д. Самбикин упоминает его как селение в приходе села Вербилова.
Название — по фамилии местных жителей (или владельцев) Поздняковых.
На карте 1981 года обозначен как нежилой.